# 밀스 브라더스

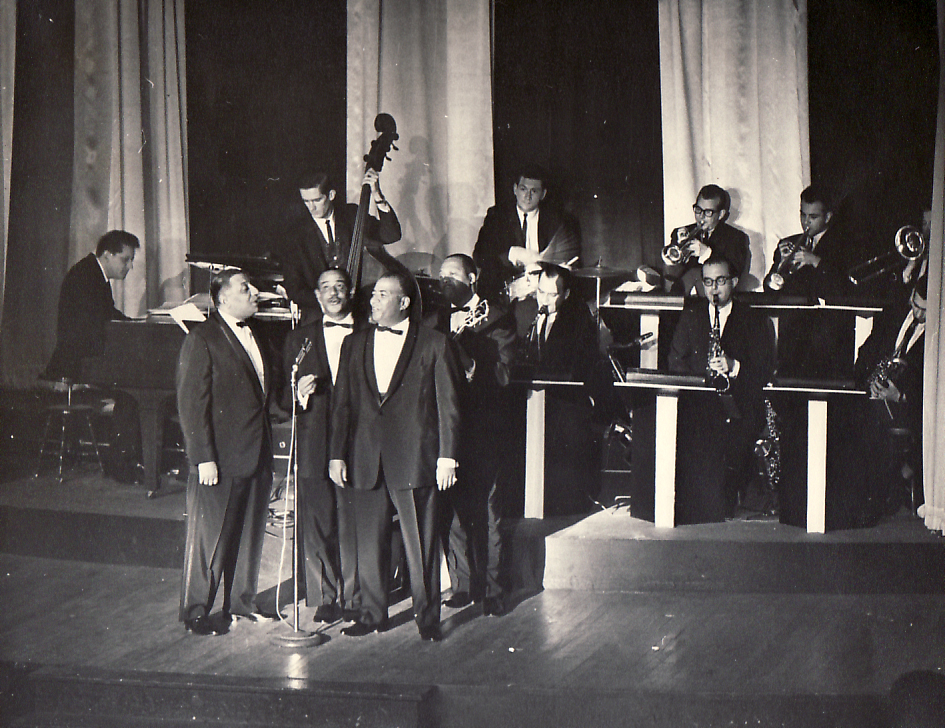
밀스 브라더스의 모습.
(프레이저 맥퍼슨 소장 사진.)

밀스 브라더스(영어: The Mills Brothers)는 재즈 보컬의 개척자적인 존재로 오래도록 활동한 미국의 흑인 그룹이다. 존, 허버트, 해리, 도널드 등의 밀스 형제는 오하이오주 피콰에서 태어났다. 신시내티 방송을 시초로 활동을 시작했으며, 1930년에는 보컬 쿼르텟으로 사상 최초의 밀리언 셀러 《타이거 러그》를 내었다. 1935년에 존이 죽은 뒤부터는 그의 부친인 존 시니어가 참가하였으나, 전후 부친의 은퇴와 동시에 트리오가 되어 활동을 계속하였다.